# Клегг, Ник

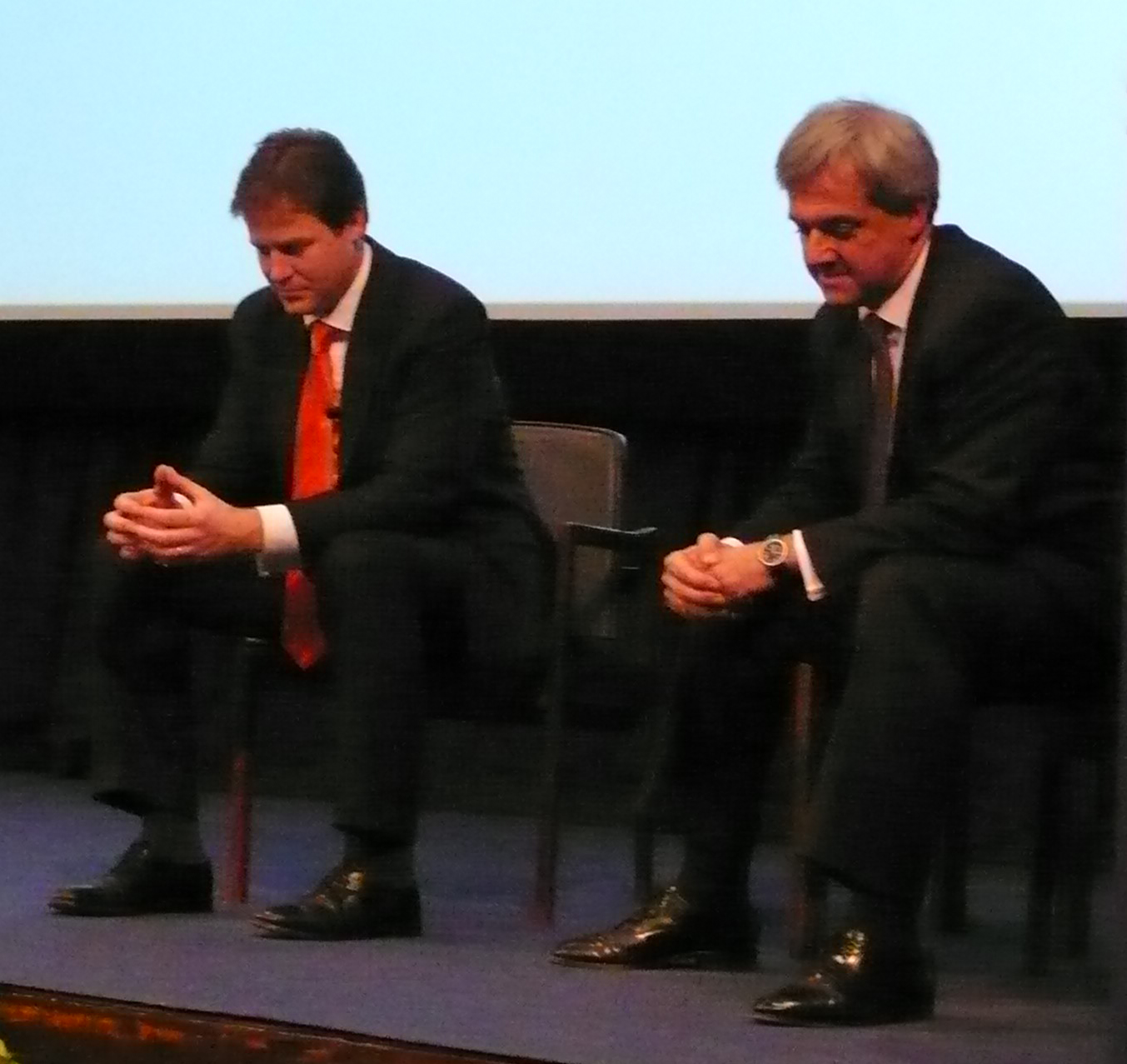
Ник Клегг и Крис Хьюн на выборах председателя Либеральных демократов

Сэр Николас Уильям Питер Клегг, более известный как Ник Клегг (англ. Nicholas William Peter Clegg, Nick Clegg; род. 7 января 1967, Чалфон Сент Джайлс, Бакингемшир, Великобритания) — британский политик, лидер Либеральных демократов с 2007 по 2015 год, кандидат от партии на должность премьер-министра на парламентских выборах 2010 года. Бывший Лорд-председатель Тайного совета Великобритании.
В октябре 2018 года было объявлено, что Ник Клегг становится вице-президентом Facebook по международным делам и связям с общественностью.

## Семья
Родился в Бакингемшире вблизи Лондона в семье банкира. Потомок гетмана Даниила Апостола и Закревских — польского шляхетского, украинского казацко-старшинского и русского дворянского рода Речи Посполитой, Войска Запорожского и Российской империи.
Его отец отчасти русского происхождения по матери: сын Хьюго Антона Клегга и Киры фон Энгельгардт (дочери Александры Закревской единокровной сестры известной Муры Будберг). Мать Ника Клегга голландка. Также у него есть два брата и одна сестра. Прапрадедом Клегга был юрист конца XIX — начала XX века, обер-прокурор Первого департамента Правительствующего Сената Игнатий Платонович Закревский, а прадедом по другой линии — помещик Смоленской губернии немецкого происхождения Артур фон Энгельгардт. Клегг до сих пор сохраняет связь с Россией: знающий его с молодости духовник его бабушки, архиепископ Анатолий Керченский (викарий епархии РПЦ МП в Великобритании), регулярно встречается с ним для обсуждения текущих проблем. По словам Анатолия, британская элита в лице Клегга видит в патриархе Кирилла союзника, который мог бы вестернизировать российский менталитет.
Учился в Кембриджском университете, где изучал археологию и социальную антропологию. Во время учёбы взял академический отпуск и провёл год, работая инструктором по лыжам в Австрии и банковским клерком в Финляндии. Также Клегг был капитаном теннисной команды колледжа Робинсона, где учился, а также играл в студенческом театре. Некоторое время Клегг состоял в молодёжной организации консерваторов университета. После окончания учёбы в Кембридже Клегг продолжил обучение в университете Миннесоты и в College of Europe в Брюсселе.
После окончания обучения Ник Клегг работал журналистом в Нью-Йорке. В 1993 году получил специальную премию Financial Times.
В 2000 году Клегг женился. У них с его испанской женой Мириам Гонса́лес трое сыновей: Антонио, Альберто, Мигель. Кроме английского, владеет также голландским, испанским, немецким и французским языками.

## Политическая деятельность
В 1994 году Клегг поступил на службу в Еврокомиссию, где работал в программе TACIS (Техническая помощь СНГ). В 1999 году был избран в Европарламент, где принял активное участие в работе парламентских комиссий и был представителем от Европейской партии либеральных демократов и реформаторов по вопросам торговли и промышленности. На выборах 2004 года, однако, Клегг не стал выдвигать свою кандидатуру.
Клегг принял участие в парламентских выборах 2005 года и стал депутатом Палаты общин. Благодаря своему опыту работы в европейских органах власти Клегг сперва стал представителем партии по европейским вопросам. Вскоре после выборов Чарльз Кеннеди ушёл в отставку с поста председателя партии. Клегг, которого рассматривали как одного из возможных претендентов на эту должность, не участвовал в выборах нового председателя, заявив о поддержке Мензиса Кэмпбелла, который и победил на этих выборах. При Мензисе Кэмпбелле Ник Клегг занимал пост министра внутренних дел в «теневом кабинете». Однако уже 15 октября 2007 года Мензис Кэмпбелл ушёл в отставку, и вскоре состоялись новые выборы главы партии. 18 декабря 2007 года был избран лидером Либеральных демократов, победив с незначительным перевесом Криса Хьюна. В 2010 году Ник Клегг участвовал в парламентских выборах в Великобритании. На этих выборах его партия получила 6 827 938 (23,0 %) голосов и 57 мандатов. 12 мая 2010 года Клегг был назначен вице-премьером коалиционного правительства Великобритании.
В Палате общин Ник Клегг голосовал за выборную Палату лордов, за дальнейшую интеграцию Великобритании в Евросоюз, за расследование войны в Ираке, за принятие законов по борьбе с изменением климата, за предоставление равных прав представителям сексуальных меньшинств, за запрет курения в общественных местах и против замены ракет Trident
27 июля 2014 года в интервью «The Sunday Times» призвал лишить Россию прав на проведение чемпионата мира по футболу в 2018 году.